# Colleen Hoover
Colleen Hoover (n. 12 decembrie 1979, Sulphur Springs⁠(d), Texas, SUA) este o autoare americană care scrie în principal romane în genurile romantic și ficțiune pentru tineri. Ea este cel mai bine cunoscută pentru romanul ei de dragoste It Ends with Us din 2016. Multe dintre lucrările ei au fost autopublicate înainte de a fi preluate de o editură. Până în octombrie 2022 Hoover a vândut aproximativ 20 de milioane de volume.

## Biografie
Hoover s-a născut pe 11 decembrie 1979 în Sulphur Springs, Texas. Ea a crescut în Saltillo, Texas, și a absolvit Liceul din Saltillo în 1998. S-a căsătorit cu Heath Hoover în 2000 și au împreună trei fii. Hoover a absolvit Universitatea de comerț Texas A&M cu o diplomă în asistență socială. Ea a lucrat ca asistentă socială și cadru didactic până la începutul carierei de scriitoare.

## Carieră
În noiembrie 2011 Hoover a început să scrie romanul ei de debut, Slammed, fără intenția de a-l publica. Ea a fost inspirată dintr-un vers, „decide ce să fii și du-te fii”, din cântecul „Head Full of Doubt/Road Full of Promise” al formației Avett Brothers. Hoover și-a auto-publicat Slammed în ianuarie 2012. Hoover afirmă că a publicat romanul pentru ca mama ei, care tocmai primise un dispozitiv Kindle Amazon, să-l poată citi. O continuare a primului volum, Point of Retreat, a fost publicată în februarie 2012. După câteva luni, Slammed a primit o recenzie de 5 stele de la bloggerul literar Maryse Black, după care vânzările au crescut rapid pentru primele două cărți ale lui Hoover. În luna august a acelui an Slammed și Point of Retreat au ajuns pe locul 8 și, respectiv, pe locul 18, pe lista New York Times a celor mai bine vândute cărți. Atria Books a preluat romanele și le-a republicat pe 10 august 2012. O a treia carte din serie, This Girl, a fost publicată în aprilie 2013. După succesul lui Slammed, Hoover a renunțat la slujba ei în domeniul asistenței sociale pentru a deveni scriitoare cu normă întreagă.
Romanul lui Hoover Hopeless a fost autopublicat în decembrie 2012. Narațiunea urmărește o fată care a fost educată acasă toată viața înainte de a merge la un liceu public. Pe 20 ianuarie 2013 Hopeless a ajuns pe locul 1 pe lista New York Times a celor mai bine vândute cărți și a rămas acolo timp de trei săptămâni. A fost primul roman auto-publicat care a ajuns în fruntea acelei listei. Un alt roman intitulat Losing hope a fost publicat în iulie 2013.
Finding Cinderella este un roman pe care Hoover l-a publicat gratuit în 2014. Cartea prezintă mai multe personaje care au apărut deja în Hopeless și Losing Hope. Cartea a avut o ediție broșată, cu mai multe caracteristici bonus, cum ar fi un nou epilog și propria „Povestea Cenușăreasa” a lui Hoover. Maybe Someday/Poate că într-o zi, publicat în martie 2014, a fost primul roman dintr-o serie mică despre un băiat și o fată care scriu muzică împreună și se îndrăgostesc. Muzicianul Griffin Peterson a creat o coloană sonoră pentru a însoți romanul. Link-urile din e-book sau un codul QR scanabil din cartea tipărită îi duceau pe cititori la un site web unde puteau asculta acea muzică.
Never Never, o colaborare din 2015 cu Tarryn Fisher, a fost inițial împărțită în trei părți și vândută ca trei cărți separate, apoi republicată ulterior ca o singură carte completă. 
Romanul lui Hoover It Ends with Us a fost publicat în 2016. Hoover a descris-o drept „cea mai grea carte pe care am scris-o vreodată”. Romanul se referă la violența domestică și, potrivit lui Hoover, a fost scris pentru a susține victimele afectate de violența domestică. Povestea a fost inspirată de copilăria lui Hoover care a crescut într-o gospodărie unde violența domestică a continuat și în viața ei de adult. Personajul principal al cărții, Lily, se confruntă cu violența domestică la o vârstă fragedă, asistând la abuzul tatălui ei față de mama ei. Pe lângă experiența directă a abuzului în copilărie, ea ajunge într-o relație violentă ca adult. În 2021, Hoover a cunoscut o creștere a popularității datorită atenției din partea comunității #BookTok pe TikTok. Drept urmare, în ianuarie 2022, It Ends with Us a fost pe primul loc pe lista celor mai bine vândute cărți conformThe New York Times. Până în 2019, romanul se vânduse deja în peste un milion de exemplare în întreaga lume și fusese tradus în peste douăzeci de limbi.
O continuare a lui It Ends with Us intitulată It Starts with Us a fost publicată pe 18 octombrie 2022 și publicată de Atria Books. Simon & Schuster a lansat detaliile campaniei extinse de marketing pentru roman, care a devenit cea mai precomandată carte a editorului din toate timpurile.
În octombrie 2022, Simon & Schuster UK a achiziționat două romane independente scrise de Hoover, care urmează să fie publicate în 2024 și 2026.
Până în octombrie 2022, Hoover a vândut peste 20 de milioane de cărți. Reflectând la succesul lui Hoover, în special țn anul 2022, Alexandra Alter de la The New York Times a scris: „A spune că în prezent este cel mai bine vândut romancier din Statele Unite, sau a o compara cu alți autori de succes care au avut mai multe cărți în lista celor mai bine vândute cărți, nu reușește să capteze dimensiunea și loialitatea audienței sale.”
Pentru 2022 în România Douglas a ocupat primul loc în topul vânzătilor de volume în engleză în librăria online Libris și al doilea cel mai vândul autor pe acceași platformă.

### Premii și realizări
| An   | Adjudecare                | Muncă           | Categorie                  | Rezultat    | Ref    |
| ---- | ------------------------- | --------------- | -------------------------- | ----------- | ------ |
| 2012 | Premiile Goodreads Choice | Slammed         | Ficțiune pentru tineri     | Nominalizat | [ 44 ] |
| 2013 | Premiile Goodreads Choice | Losing Hope     | Romantic                   | Nominalizat | [ 45 ] |
| 2013 | Premiile Goodreads Choice | This Girl       | Romantic                   | Nominalizat | [ 45 ] |
| 2014 | Premiile UtopYA Con       | Maybe Someday   | Cel mai inovativ marketing | Câștigător  | [ 46 ] |
| 2015 | Premiile Goodreads Choice | Confess         | Romantic                   | Câștigător  | [ 47 ] |
| 2016 | Premiile Goodreads Choice | It Ends with Us | Romantic                   | Câștigător  |        |

#### ListaNew York Timescu cele mai bine vândute cărți
În 2022, Hoover a ocupat șase dintre primele zece locuri pe lista celor mai vândute cărți de ficțiunie din lista New York Times.
- Slammed (#8)[48]
- Point of Retreat (#18)[48]
- This Girl (#9)[49]
- Hopeless (#1)[50]
- Losing Hope (#6)[51]
- Maybe Someday (#3)[52]
- Ugly Love (#4)
- Confess (#4)[52]
- November 9 (#9)
- It Ends with Us (#1)[53]
- Verity (#2)

Aprecieri pentru traducerile în limba română
În 2022 volumul Totul se termină cu noi publicat în română de Editura Epică, în 2018 s-a aflat în topul 5 cărți de ficțiune împrumutate în bibliotecile publice din România. În același an Coleen s-a aflat pe locul 2, după Gabor Mate, în lista celor mai bine vânduți autori în librăria online Libris.

## Opera literară

### Cărți
- Slammed (2012)
- Point of Retreat (2012)
- This Girl (2013)
- Hopeless (2013)
- Losing Hope (2013)
- Finding Cinderella (2014) nuvelă
- Maybe Someday (2014)
- Maybe Not (2014) nuvelă
- Ugly Love (2014)
  - Ugly love. Despre fața urâtă a iubirii, publicat în română de Editura Epica, 2016, traducere de Cristina Buzoianu ISBN: 978-606-8754-07-9
- Never Never (2015) nuvelă în trei părți
- Never never . Nu uita să-ți aduci aminte de  mine , publicată în romana la editura epica , 2023
- , publicată in romana la editura epica 2023    mine
- Confess (2015)
- November 9 (2015)
- Too Late (2016)
- It Ends with Us (2016)
  - Totul se termină cu noi publicat în română de Editura Epică, 2018, traducere de Cristina Buzoianu , ISBN: 9786068754574
- Without Merit (2017)
- All Your Perfects (2018)
- Verity (2018)
  - Verify publicat în română de Editura Epica, 2019, traducere de Cristina Buzoianu ISBN: 978-606-8754-78-9
- Maybe Now (2018)
- Finding Perfect (2019) nuvelă
- Regretting You (2016)
- Heart Bones (2020)
  - Heart Bones. Despre agonia unor inimi frânte, publicat în română de Editura Epica, 2021, traducere de Iris Manuela Anghel ISBN: 978-606-8754-99-4
- Layla (2020)
  - Layla publicat în română de Editura Epica, 2020, traducere de Andreea Roset ISBN: 978-606-9713-21-1
- Reminders of Him (2022)
  - Frânturi din el publicat în română de Editura Epica, 2022, traducere de Ioana Socolescu ISBN: 978-606-9713-23-5
- It Starts with Us (2022)
  - Totul începe cu noi publicat în română de Editura Epica, 2023, traducere de Ioana Socolescu  ISBN: 978-606-9713-29-7

Sursă:

### Povestiri
- „A Father's Kiss” din The Kiss (O antologie de dragoste și alte întâlniri apropiate)
- „Saint” din One More Step (O antologie)
- „The dress” din încă două zile (O antologie)